# Hideaki Tominaga
Hideaki Tominaga (japanisch 富永 英明 Tominaga Hideaki; * 27. August 1976 in der Präfektur Fukui) ist ein ehemaliger japanischer Fußballspieler.

## Karriere
Tominaga erlernte das Fußballspielen in der Schulmannschaft der Hokuriku High School und der Universitätsmannschaft der Kokushikan-Universität. Seinen ersten Vertrag unterschrieb er 1999 bei den Nagoya Grampus Eight. Der Verein spielte in der höchsten Liga des Landes, der J1 League. 2001 wurde er an den Zweitligisten Sagan Tosu ausgeliehen. Für den Verein absolvierte er 16 Spiele. 2002 wurde er an den Zweitligisten Shonan Bellmare ausgeliehen. Für den Verein absolvierte er 32 Spiele. 2003 kehrte er zu Nagoya Grampus Eight zurück. Für den Verein absolvierte er vier Erstligaspiele. 2004 wechselte er zum Zweitligisten Ventforet Kofu. Für den Verein absolvierte er 38 Spiele. 2005 wechselte er zum Ligakonkurrenten Yokohama FC. Für den Verein absolvierte er 45 Spiele. 2007 wechselte er zum Drittligisten TDK (heute: Blaublitz Akita). Für den Verein absolvierte er 59 Spiele. Ende 2010 beendete er seine Karriere als Fußballspieler.

## Erfolge
Nagoya Grampus Eight
- Kaiserpokal

Sieger: 1999